# 14019 Pourbus
14019 Pourbus eller 1994 PP16 är en asteroid i huvudbältet som upptäcktes den 10 augusti 1994 av den belgiske astronomen Eric W. Elst vid La Silla-observatoriet. Den är uppkallad efter målaren Pieter Pourbus.
Asteroiden har en diameter på ungefär 2 kilometer.